# معركة كريثيا الأولى
معركة كريثيا الأولى هي محاولة الحلفاء الأولى للمضي قدما في معركة جاليبولي أثناء الحرب العالمية الأولى . ابتداء من يوم 28 أبريل، وبعد ثلاثة أيام من الإنزال في كيب حلس فشلت بريطانيا وفرنسا فيه هذه المعركة وانتصر العثمانيون.

## أقرأ ايضاً
- معركة كريثيا الثانية
- معركة كريثيا الثالثة